# Thecla theocritus
Thecla theocritus är en fjärilsart som beskrevs av Fabricius 1793. Thecla theocritus ingår i släktet Thecla och familjen juvelvingar. Inga underarter finns listade i Catalogue of Life.